# Група ешиніту
Група ешиніту — група мінералів — складних оксидів рідкісноземельних елементів, кальцію та інших елементів координаційної будови. Група містить орторомбічні мінерали з загальною формулою AB2O6, де координаційним вузлом A виступають ітрій, рідкісноземельні елементи, кальцій, уран і торій; B — титан, ніобій і тантал.

## Різновиди
Розрізняють:
- ніобоешиніт-(Ce) — містить 26,78 % Ce2O3[2]
- ешиніт-(Nd) — містить 29,12 % Nd2O3[3]
- ешиніт-(Y) — містить 28,76 % (Y, Er)2O3[4];
- ешиніт алюмініїстий (відміна ешиніту з Вишневих гір на Уралі, яка містить 7,37 % Al2O3);
- ешиніт кальціїстий (відміна ешиніту з карбонатів Сибіру, яка містить 13,49 % СаО);
- ешиніт танталистий (відміна ешиніту, яка містить до 32 % Та2O5);
- ешиніт титановий (відміна ешиніту, в якій Ті більше, ніж Nb);
- ешиніт торіїстий (відміна ешиніту з Вишневих гір на Уралі, яка містить 29,56 % ThO2).